# Източен ливаден чучулигов трупиал
Sturnella magna е вид птица от семейство Трупиалови. Видът е незастрашен от изчезване.

## Разпространение
Разпространен е в Белиз, Бразилия, Канада, Колумбия, Коста Рика, Куба, Салвадор, Френска Гвиана, Гватемала, Гвиана, Хондурас, Мексико, Никарагуа, Панама, Суринам и САЩ.